# Чапла голиат
Чаплите голиат (Ardea goliath) са вид едри птици от семейство Чаплови (Ardeidae).
Разпространени са в близост до различни водоеми в Субсахарска Африка, като понякога стигат и до отделни области в Югозападна и Южна Азия. Достигат височина 120 – 152 сантиметра, размах на крилата 185 – 230 сантиметра и маса 4 – 5 килограма. Хранят се с риба, главно по-едри видове със средна дължина 30 сантиметра и маса половин килограм.